# Longitarsus obliteratus
Longitarsus obliteratus es una especie de insecto coleóptero de la familia Chrysomelidae. Fue descrita científicamente en 1847 por Rosenhauer.